# Jerônimo José Telles Júnior
Pour les articles homonymes, voir Telles et Junior.
Jerônimo José Telles Júnior, né à Recife le 2 août 1851 et mort dans la même ville le 1er mai 1914, mieux connu sous le nom de Telles Junior, est un peintre, designer, homme politique et professeur brésilien.

## Biographie
Jerônimo José Telles Júnior est né le 2 août 1851 à Recife, dans l’État de Pernambouc,.
À l'âge de 16 ans, il s'installe avec sa famille à Rio Grande, où il commence ses études de peinture avec Eduardo de Martino. En 1870, il s'installe à Rio de Janeiro, où il rejoint l'Arsenal de la Marine en tant qu'apprenti, tout en étudiant le dessin et en fréquentant le Lycée des Arts et Métiers. Peu de temps après, il retourne à Recife, où il s'intéresse également à la photographie.
À partir de 1880, il commence à se consacrer à l'enseignement à la Sociedade dos Artistas, Mecânicos e Liberais (Société des Artistes, Mécaniciens et Libéraux) et au Liceu de Artes e Ofícios de Pernambuco (Lycée des Arts et Métiers de Pernambouc), dont il est directeur. Dans le domaine de la politique, il travaille à l'amélioration des conditions de vie de la classe ouvrière ; élu, il devient député d'État en 1891.
Peintre paysagiste, son travail est reconnu à la fin des années 1890, lorsqu'il participe aux salons officiels de Rio de Janeiro, où il est récompensé d'une médaille d'or,.

## Galerie

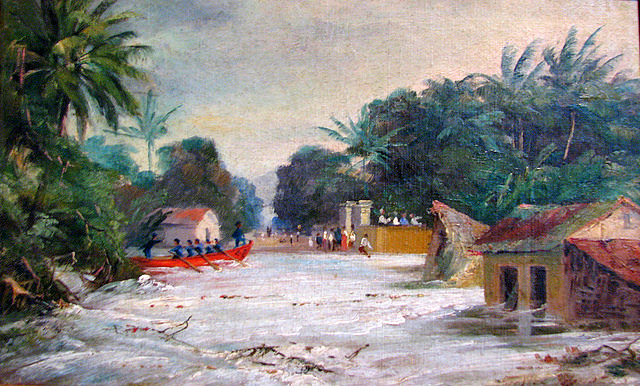
Inondation (Pinacothèque de l'État de São Paulo)
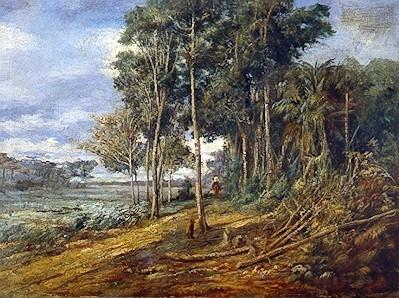
Paysage (1908, Pinacothèque de l'État de São Paulo)
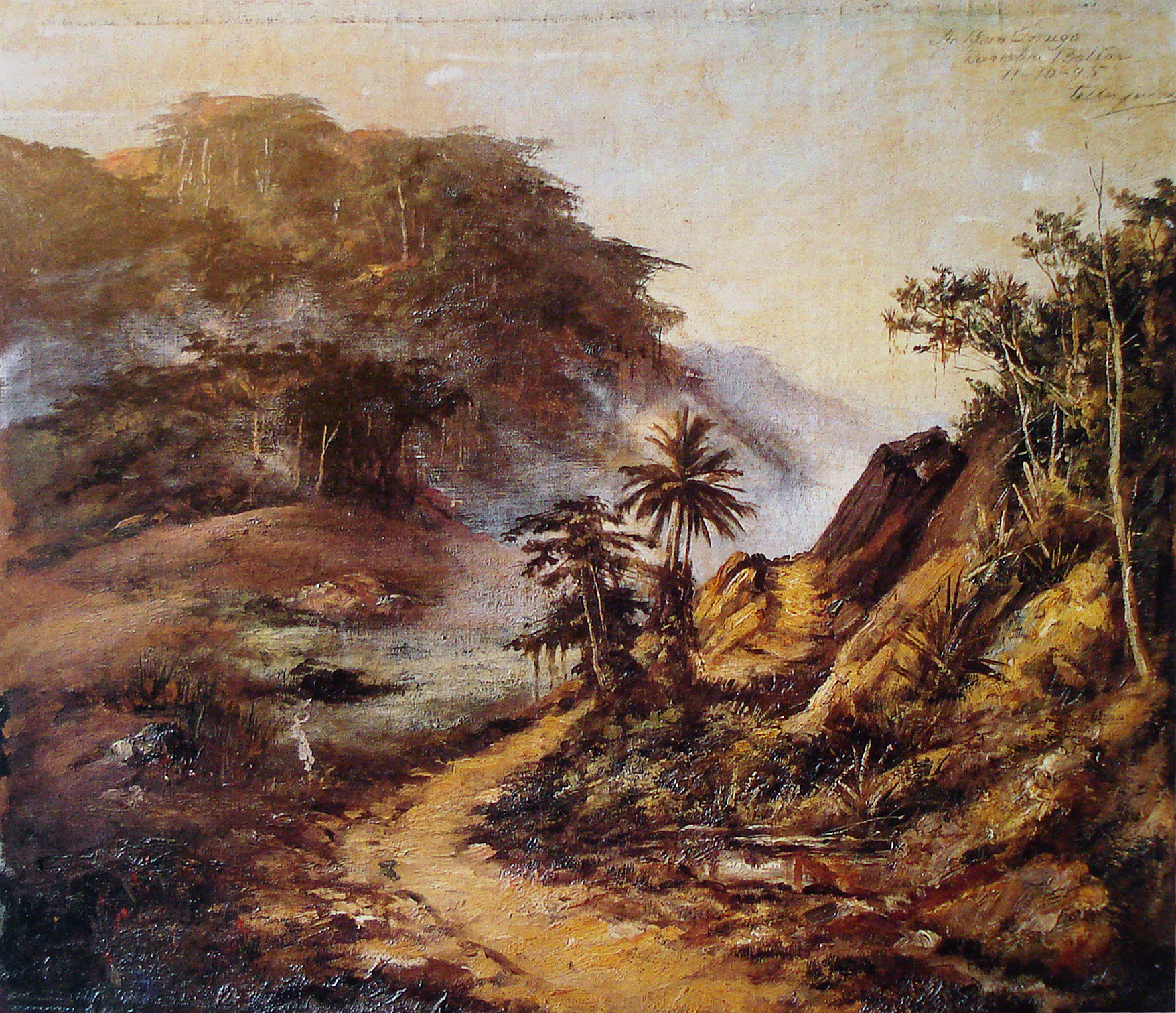
Camaragibe (1895, Museu do Estado de Pernambuco)
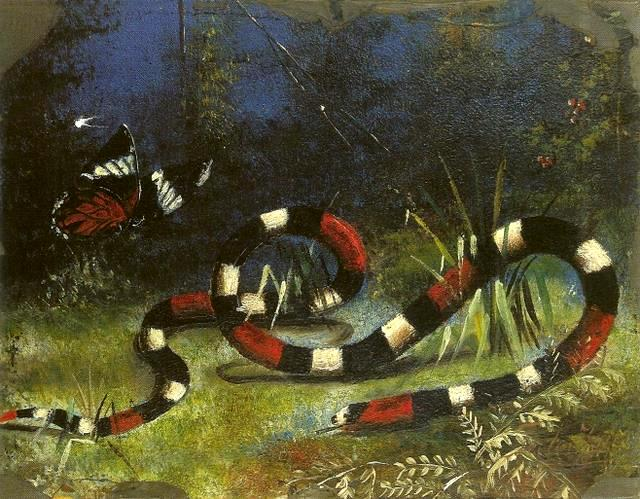
Serpent et papillon (Museu do Estado de Pernambuco)
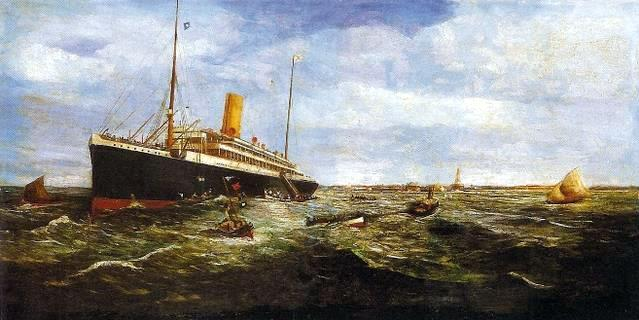
L'Araguaia à Lameirão (Museu do Estado de Pernambuco)
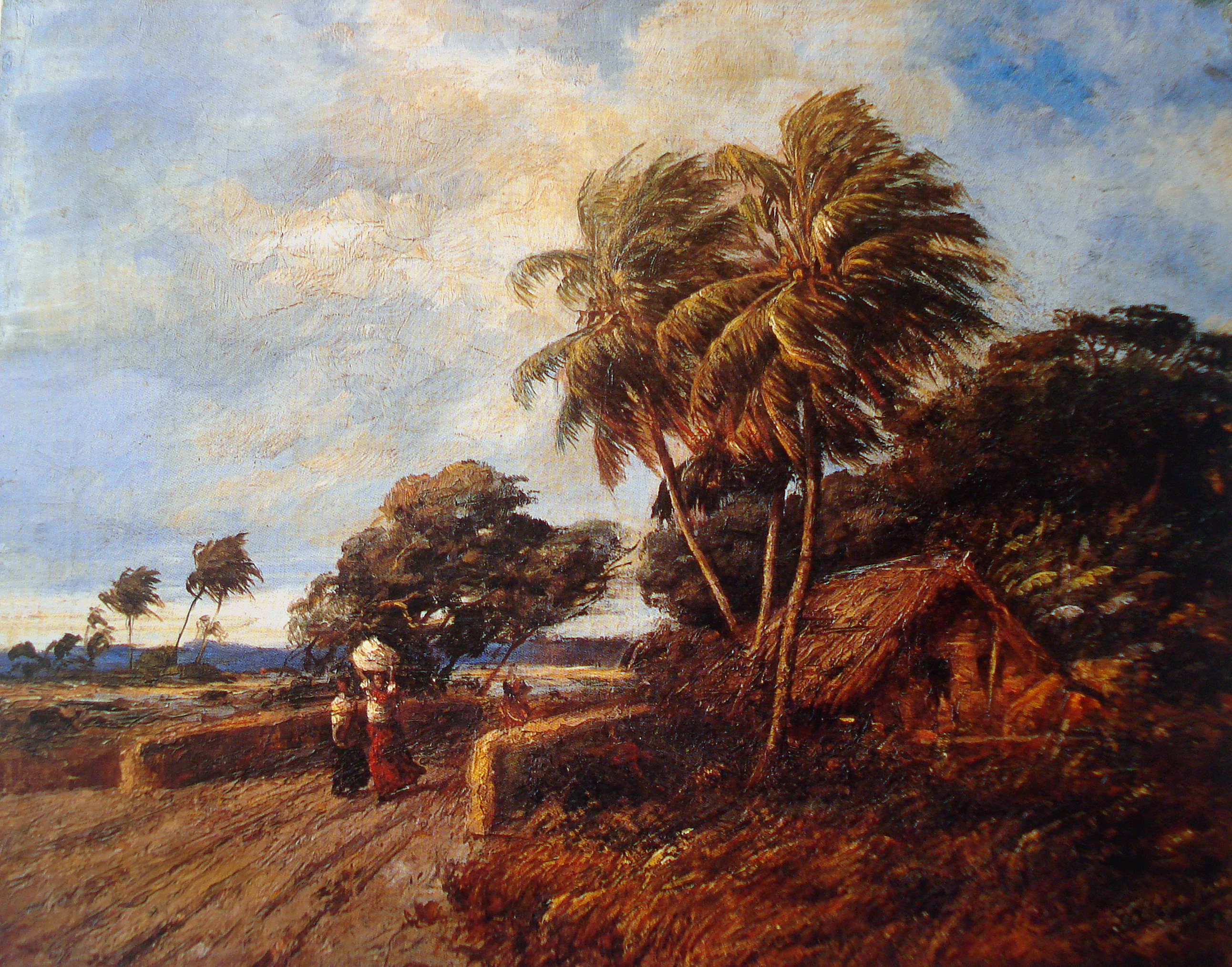
Grand vent (Museu do Estado de Pernambuco)